# Agapostemon insularis
Agapostemon insularis är en biart som beskrevs av Roberts 1972. Agapostemon insularis ingår i släktet Agapostemon och familjen vägbin. Inga underarter finns listade i Catalogue of Life.